# Prolitne, Simferopol
Prolitne (în ucraineană Пролітне) este un sat în comuna Șîroke din raionul Simferopol, Republica Autonomă Crimeea, Ucraina.

## Demografie
Componența lingvistică a localității Prolitne
     Rusă (93,67%)
     Ucraineană (6,33%)
Conform recensământului din 2001, majoritatea populației localității Prolitne era vorbitoare de rusă (93,67%), existând în minoritate și vorbitori de ucraineană (6,33%).